# Zračna pumpa
 Ovo je glavno značenje pojma Zračna pumpa. Za zviježđe pogledajte Zračna pumpa (zviježđe).
Zračna pumpa je uređaj za guranje zraka. Primjeri zračne pumpe su pumpa za biciklu, pumpa za aeraciju akvarija uz pomoć uređaja za stvaranje mjehirića; kompresor plina za pneumatske uređaje, usisavač i vakuumska pumpa.
Prvu iskoristivu zračnu pumpu je 1658. u Engleskoj napravio Robert Hooke za Roberta Boylea.